# Ishwarganj
Ishwarganj (en bengali : ঈশ্বরগঞ্জ) est une upazila du Bangladesh dans le district de Mymensingh. En 1991, on y dénombrait 306 977 habitants.